# 熊本放送
株式會社熊本放送（日语：／ Kumamoto Hōsō */?）是日本的一家以熊本縣為放送範圍的廣電兼營台，簡稱RKK（取自該公司最初名稱「熊本電台」的英文公司名Radio Kumamoto Kabushikikaisha）。熊本放送的廣播服務於1953年10月1日開播，識別呼號為JOBF，是JRN和NRN聯播網成員。電視服務於1959年4月1日開播，電視識別呼號為JOBF-DTV，遙控器號碼是3頻道，是JNN聯播網成員。除了熊本縣內，熊本放送在東京都、大阪市、福岡市亦設有分公司。

## 資本構成
下表列出2021年3月31日時熊本放送的主要股東:465：
| 資本金  | 發行股份總數 | 股東數 |
| ------- | ------------ | ------ |
| 2億日元 | 40,000股     | 128    |

| 股東           | 持股數  | 比例   |
| -------------- | ------- | ------ |
| 熊本日日新聞社 | 4,000股 | 10.00% |
| 昭和社         | 3,791股 | 09.47% |
| 熊本放送共榮會 | 3,178股 | 07.95% |
| 肥後銀行       | 2,000股 | 05.00% |
| 熊本銀行       | 1,466股 | 03.66% |
| 九州電力       | 1,200股 | 03.00% |
| 文化放送       | 1,200股 | 03.00% |

## 歷史
1953年1月4日，熊本日日新聞社時任社長伊豆富人提議設立電台，並獲得在場人士的一致同意:24。同年10月1日早晨6時10分，由熊本日日新聞社出資創建的熊本縣第一家民營電台熊本電台（ラジオ熊本）正式開播，播出的第一個節目是「農家的時間」:24。熊本電台在開播第一個半年就實現51萬日元的盈利，在當時日本民營廣播界普遍在開播3年內處在赤字的情況下十分罕見:24-25。至1955年，熊本電台已成功償還開播以來的所有債務，並實現了5,200萬日元的盈利:25。在開播初期，熊本電台在熊本日日新聞社舊館三層辦公:26。但隨著業務擴張以及準備開播電視，熊本放送決定修建新總部。1957年，熊本放送在電電公社熊本電氣通信局附近購得土地，並在1958年5月開始修建第二代總部:26。為了開播電視，熊本電台還在1958年進行增資至1.5億日元:27。1959年3月末，熊本電台第二代總部竣工，共有三層，總樓面面積4,848平方公尺:27-28。
1959年4月1日早晨8時間50分，熊本電台正式開始播出電視節目，也是熊本縣內繼NHK熊本放送局之後的第二家電視台和第一家民營電視台:28。當時熊本縣內只有約3萬台電視機:27。開播不久後，熊本電台就參與轉播了皇太子明仁（現上皇）與正田美智子的婚禮:27。在開播後至1961年9月，熊本電台每天的播出時間分為白天和夜晚兩個時段，中間有休播時段:28。當時相鄰的佐賀縣內沒有電視台，但大部分地區可接收到熊本電台的訊號。因此佐賀縣民要求熊本電台在佐賀縣設立支局，播出佐賀縣的新聞。而熊本電台也在1960年6月開設了佐賀支局:28，並持續至1974年佐賀縣內電視台增加為止:35。
1961年，為反映電視業務逐漸超過廣播，成為公司主營業務的實態，熊本電台將公司名稱改為現在的熊本放送:29。在開播10年的1963年，熊本放送的員工數從開播之初的49人增加到超過200人，盈利也增加到1.98億日元:30。1966年10月，熊本放送開始播出彩色電視節目:30。在1967年，熊本放送的電視部門加入TBS電視台的聯播網:31。1971年4月，熊本放送在八代市設立支局，加強熊本縣南部的新聞取材和廣告營業能力:32。
1972年4月7日，熊本放送出資修建的RKK會館竣工。這座建築地下有1層，地上有8層，總樓面面積4,778平方公尺，總工程費用4億日元。熊本放送的各子公司在此辦公:33。1973年，熊本放送的大洋百貨店火災報道獲得了JNN賞的肯定:34。同年熊本放送還直播了水俁病法庭判決:34。1970年代中期，熊本放送推進事業多樣化，設立了RKK開發等子公司，進軍不動產、旅行等多樣產業:34。同時熊本放送在1975年導入了完全週休2日制，是九州第五家實現週休2日的民營廣播電視台:35。

熊本放送舊商標

1984年，熊本放送啟用了第三代商標，使用綠色和紅色為主色調（右圖）:38。同年8月1日，熊本放送開始修建RKK第2會館。該建築共有3層，總樓面面積1,617.75平方公尺，1層是電視攝影棚、2層是辦公室、3層是廣播錄音棚:38。1992年，熊本放送和熊本縣民電視台（KKT）共同製作了《這裡是RKKT》（こちらRKKT）節目，創下了地方民營電視台相互合作的創新案例:41。1996年，熊本放送開設了官方網站:43。
1999年8月2日，熊本放送第三代總部竣工。該建築分為高8層的事務棟和高3層的攝影棚棟兩個部分。耗資65億日元，令熊本放送擁有足以應對數位電視時代的播出設施:44。2006年11月1日，熊本放送開始播出數位電視訊號:62-63。2011年7月24日，熊本放送停止播出類比電視訊號，全面進入數位電視時代:79。2012年，熊本放送開始轉播熊本城馬拉松，並取得平均33.2%的高收視率:81。2013年，在開播60週年之際，熊本放送啟用了現行商標:98。2019年，熊本放送和熊本朝日放送（KAB）實現了跨台合作。在開播70週年的2023年，熊本放送啟用了新商標。

## 廣播部門
1965年，熊本放送加入以TBS電台為核心局的廣播聯播網JRN:30。熊本放送自開播以來就開始播出的《休息一下吧》（ちょっと一服）是一檔音樂點播節目，是播出至今的長壽節目:25。1975年，熊本放送舉辦了第一屆RKK廣播祭，嘗試製作大型長時間直播節目:35。在1992年元旦，熊本放送和FM中九州（現熊本日日新聞實現了新春特別節目共同直播，創下了日本首次FM和AM電台共同直播的先例:41。2005年，熊本放送廣播部門製作的廣播劇《第60年的告白》（60年目の告白）獲得了民放聯廣播部門的最優秀賞:57。2006年，熊本放送開始將部分廣播節目在Podcast播出，是九州地方的AM電台中首次在Podcast上播出的嘗試:60。2010年，熊本放送開設網路電台，全面強化廣播和網路的融合:77。2012年，熊本放送加入了網路電台平台服務radiko:80。

## 電視部門

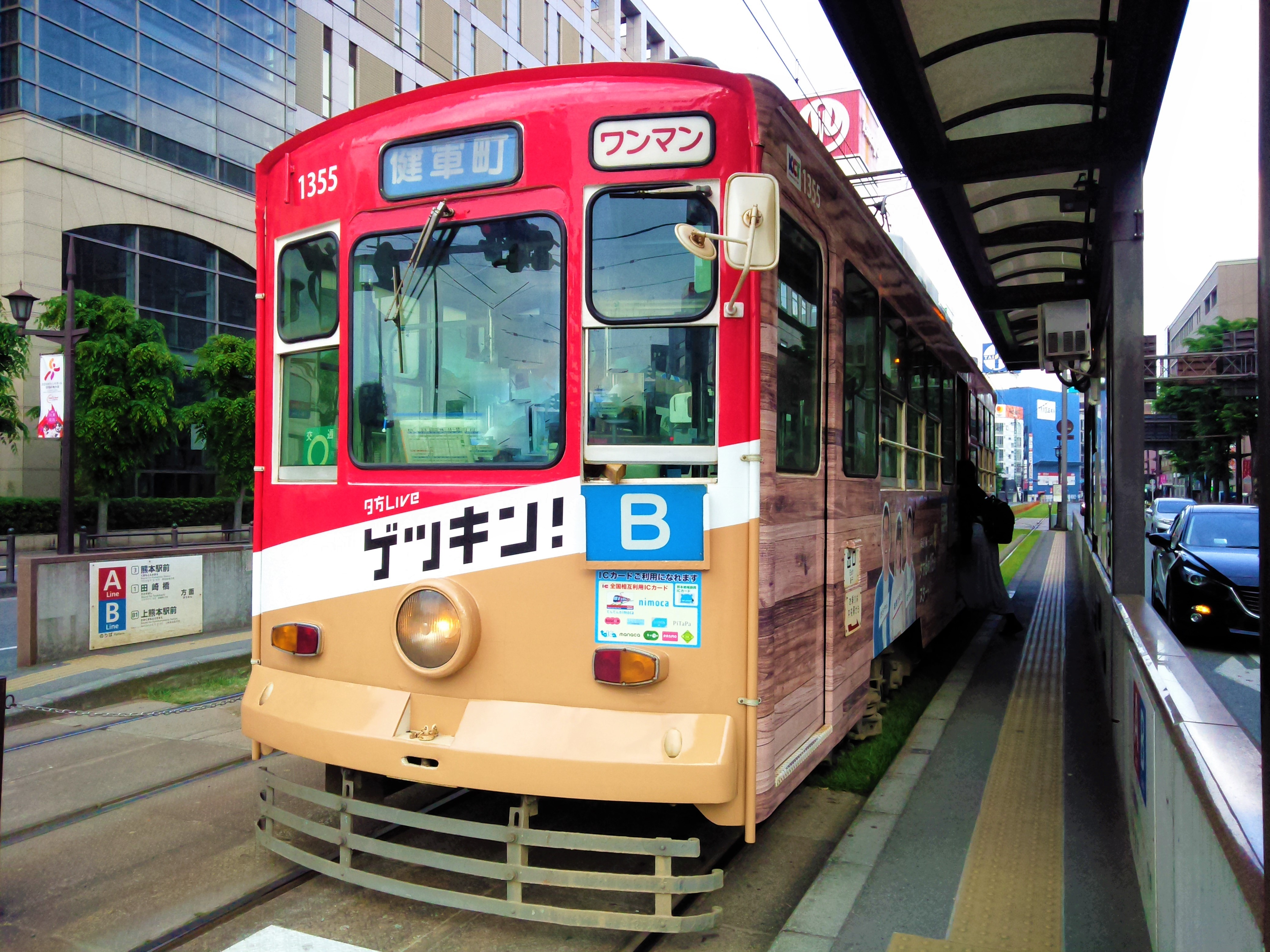
貼有熊本放送節目廣告的熊本市電列車

1972年，熊本放送首個直播資訊節目《你的10:30AM》（あなたの10:30AM）開始播出。該節目播出時間是每週一至週五上午10時30分至11時30分，也是九州地方第三個面向主婦的大型帶狀資訊節目:33。1982年，該節目被《清爽廣角》（さわやかワイド）取代:37。1973年的《熊日新聞攝影棚》（熊日ニューススタジオ）是熊本放送第一個有主播出境的新聞節目:34。1976年，熊本放送又和熊本日日新聞在週一至週五共同製作30分的帶狀新聞節目《廣角6》（ワイド6），強化在地新聞的報道:35-36。1990年，《廣角6》被《RKK News Catcher》（RKKニュースキャッチャー）取代:40。2002年，熊本放送將傍晚的資訊節目進一步大型化，並改名為《RKK廣角傍晚一番》，除了新聞之外，亦播出旅行、美食、料理等實用資訊:45。2005年，《RKK廣角傍晚一番》首次獲得同時段收視第一:58。2019年，熊本放送的傍晚新聞資訊節目改名為《傍晚LIVE 月金!》。
1994年，熊本放送在每週二晚間黃金時代播出自製資訊節目《週刊山崎君》，是日本少數地方電視台製作的在黃金時段播出的節目，並成為播出至今的長壽節目:42。1997年，該節目獲得過23.4%的高收視率，超過同時段其他頻道的由核心局製作的節目:43。

## 外部連結
- RKK熊本放送官方網站 （页面存档备份，存于）
  - 廣播 （页面存档备份，存于）
  - 電視 （页面存档备份，存于）
  - RKK熊本放送的Facebook專頁
  - RKK熊本放送的X（前Twitter）
  - YouTube上的RKK YouTubeオフィシャルチャンネル あるぽtv頻道